# Gighera, Dolj
Gighera este satul de reședință al comunei cu același nume din județul Dolj, Oltenia, România. Date istorice. (după Laugier H. Charles, Sănătatea în Dolj, Monografie sanitară, ediția 2, 2010).
Nu se stie originea numelui. Unii locuitori zic că ar provenii de la „jiglă” alții de la „Jiu”, în unire cu numele bărbătesc de Gherea.
Comuna este asezată pe actualul loc din 1837-38, căci până la această dată era așezată mai spre sud cu un km, în locul numit azi Săliște. Mutarea a fost cauzată de nisipurile zburătoare.
In vechime forma un sat cu numele Nedeița, ce exista chiar în anul 1672. Nu se știe de când datează schimbarea numelui de Nedeița în Gighera.
((Numele se constată în cartea de hotărnicie a moșiei Gângiova, Comoșteni, Gighera, intocmită de inginerul hotarnic A.T.Robertescu, in 1885, unde la titlul „actele proprietății”, sub pct 1 se pomenește numele de Nedeița, după actul de danie făcut de Domnitorul Grigore Ghica, mânăstirei Sadova, Tot în această carte, numirea de Nedeița apare intr-un act de schimb făcut in anul 7217 (adică 1709), mai 1, între Constantin Brâncoveanu Voevod și Egumenul Mânăastirii Sadova. Moșia Gighera se anexează deci domeniului Brâncovenesc Gângiova, iar Sadova aparține de aici mînăstirii))
Din vechime, la această comună, spre sud la Dunăre, a existat schela Copanița, unde se incarcă diferite cereale pentru export. (Copanița este numele ostrovului din dreptul comunei).
La recensământul din 1900 comuna (localitatea) număra 1426 suflete, din care 714 bărbați și 712 femei.
Erau 258 locuințe, din care 38 bordee, toate cu o încăere, cu un cubaj de 27 mc, 162 case de pământ bătut, cu mai multe incăperi și un cubaj de 30 mc, 58 case de lemn cu două incăperi și un cubaj de 29 mc și 16 case de zid cu un cubaj de 40 mc.
 Acest articol despre o localitate din județul Dolj este deocamdată un ciot. Puteți ajuta Wikipedia prin completarea lui.